# توسيع خطوط الإنتاج
يعرف توسيع خطوط الإنتاج بأنه استخدام اسم العلامة التجارية لمنتج منشأ مسبقا لإضافة عنصر جديد في نفس فئة المنتج.
يتم توسيع خطوط الإنتاج عندما تقدم الشركة عناصر مضافة في نفس فئة المنتج وتحت مسمى العلامة التجارية نفسها. وعلى سبيل المثال: نكهة جديدة، شكل جديد، الوان جديدة، مكونات مضافة، واحجام مختلفة، ويُعنى بهذا على انه النقيض لتوسيع العلامة التجارية الذي هو منتج جديد في فئة مختلفة كليا، وأيضا يحدث توسيع خطوط الإنتاج عندما تمدد الشركة خط إنتاجها لأبعد من شريحتها الحالية، وبامكان الشركة توسيع خط إنتاجها لتوسع في السوق منخفض الثمن، توسع في السوق باهض الثمن، أو توسع في كلا الجانبين.
ويعد توسيع خطوط الإنتاج بأنه عملية تؤدي فيها الشركات التي تملك اسم تجاري بتغيير عناصر المنتجات بهدف ارضاء شريحة راقية في السوق، ويوجد نوعان من توسيع خطوط الإنتاج وهما توسيع أفقي وعامودي، ويتكون التوسيع الافقي بالحفاظ على السعر والجودة على نحو ثابت، الا ان الإسهام بتغيير المنتج يأتي من عناصر مثل النكهة أو اللون، ويتكون التوسيع العامودي برفع الجودة لإنتاج منتجات فاخرة أو انقاص السعر لإنتاج منتجات بمستوى ادنى من سابقتها، فعمليات توسيع خطوط الإنتاج في معظمها مرتبطة بمنتجات موجودة مسبقا في مجموعة العلامة التجارية، ولكن ترغب الشركات من استهداف مستهلكين معينين من خلال هذا النهج.
ويُمَكن توسيع خطوط إنتاج الشركات من تحديد وإدارة احتياجات الاسواق المستهدفة، فإذا طبقت بكفاءة، فنموهم في السوق المراد دخوله لانهائي.
ومن ناحية عملية، عندما تطبق العلامة التجارية إستراتيجية توسيع خطوط الإنتاج فهذا يمكنها من الانتفاع من الاضافات الجديدة، فيسهم هذا الامداد بتوسيع خطوط مجموعة منتجاتهم، وبناء على ذلك، يحصل المستهلك على خيارات عدة للاختيار منها، فهذا يعد امراً ايجابيا لأنه بطبيعتنا كمستهلكين نرغب بالاستمتاع بحرية الاختيار بين المنتجات، وهذا يحدث من خلال توسيع خطوط الإنتاج وتزودنا به الشركات
ويعد الاستثمار في هذا النهج متبعاً على نحو شائع بسبب غاية الشركات في كسب ايرادات وتعزيز مكانتهم التنافسية ضد الشركات المنافسة، ومن مميزات هذا النهج، عندما يمر المنتج بمرحلة توسيع خطوط الإنتاج فيكون المنتج مشابها ومألوفا لمنتج انتج مسبقا، وهذا يصب في صالح الشركة التي تملك عملية الإنتاج الملائمة والإمكانية لإنتاج عدة منتجات جديدة بناءً على اساس منتج موجود مسبقاً.
ومن المشكلات التي يواجهها نهج توسيع خطوط الإنتاج تكمن في استثمار الشركات لمنتجات جديدة دون العائد المالي المطلوب، فالمنتج ربما يعود بخسارة على الشركة أو لايتمكن من جلب عوائد مالية تتماشى مع توقعات الشركة، وبالإضافة إلى ذلك، الإضافة الجديدة قد تسبب حيرة لقاعدة عملاء الشركة، ثم تعود بأثر سلبي على الولاء المكنون من المستهلكين للعلامة التجارية، وهذا من الممكن يتضح بجلاء كخطر على سمعة العلامة التجارية على المدى البعيد، فربما يخطر على اذهان المستهلكين صورة تظهر الشركة بصورة زهيدة، فهذا يحدث في حالة الدخول إلى السوق ذو الثمن المنخفض، أو ربما تظهر الشركة بصورة غير منطقية أو غير معقولة في حالة الدخول إلى السوق باهضة الثمن،ومن المشكلات الأخرى المرتبطة في التوسع تتعلق في عملية الإنتاج، فالتوسع قد يقود إلى مراحل إنتاج في غاية التعقيد بسبب المنتجات الجديدة، فمن الوارد ان يؤثر ماسبق على كفاءة الشركة وجودتها في الإنتاج المرتبط بمجال منتجات العلامة التجارية.
ومن مميزات توسيع الشركة لخطوط إنتاجها تتمثل في زيادة المبيعات، وأيضا زيادة متطلبات الشركة لحصتها في السوق، لأن توسيع خطوط الإنتاج يزيد من كمية المنتجات المختلفة المتاحة للمستهلكين، ومن خلال إصدار منتجات اضافية إلى السوق فهذا يبقي المستهلك متحمسا، وأيضا يسهم في تجنب خسارة قاعدة العملاء.

## التوسع في السوق منخفض الثمن
قد ترغب الشركة المتموقعة في السوق متوسط الثمن بتقديم خط إنتاج منخفض الثمن لاي سبب من الاسباب الثلاثة التالية:
1. قد تلحظ الشركة فرصة قوية للنمو في قطاع تجار التجزئة، على سبيل المثال: متاجر Wal-Mart وBest buy وغيرها من المتاجر التي ترغب بجذب عدد متنامي من المتسوقين الباحثين عن بضائع بأسعار قيمة.
2. قد ترغب الشركة في ربط المنافسين الذين يرغبون بدخول سوق ذو ثمن اعلى، فاذا ماتمت مهاجمة شركة بمنافس من نفس فئتها، ففي معظم الحالات يكون دخول السوق المنخفضة كهجوم مرتد من شركة لمنافستها.
3. قد تجد الشركة أن السوق متوسط الثمن في حالة ركود أو هبوط.

ومن مميزات توسيع خطوط الإنتاج لخط منخفض الثمن هو خلق منافسة بين العلامات التجارية، فهذا مفيد للمستهلك لأن اسعار المنتجات ستصبح منافسة أكثر، وهذا في مفاده نزول الاسعار لتصبح في متناول المستهلك، فزيادة المنافسة الناجمة عن توسيع خطوط الإنتاج تمكن العلامة التجارية من الانتفاع بمشاركة السوق عبر منافسيها، وأيضا، ستنتفع العلامة التجارية بزيادة تعرضها لجميع أنواع الاسواق من خلال هذه العملية التنافسية.
وتعد صورة العلامة التجارية عامل كبير المساهمة عندما يؤول الامر لتوسيع خطوط الإنتاج، ومن خلال التوسع في السوق المنخفضة قد تبدو العلامة التجارية اقل فخامة من المعتاد، ورخيصة، واساسية، وغير متسقة، وفي دراسة، كشفت النتائج عندما تنتج علامة تجارية ذو مكانة عالية في السوق منتجا ذو ثمن اقل سعرا لتوسيع خط إنتاجهم، فهذا يعود على زبائن الشركة بشعور من الخداع حيال هذه الخطوة وعدم الثقة تجاه صورة العلامة التجارية، فهذا يحدث في حالة امتلاك علامة تجارية راقية لصورة نمطية تصفها كعلامة مميزة وذو جودة عالية، فبإضافة منتج اقل جودة من سابقه واقل سعرا، فهذا يستقبل من المستهكلين على هيئة خداع.
وحالما توسع شركة خط إنتاجها بدخول للسوق ذو الاقل تكلفة، فهذا يعني ان المنتج الجديد سيكون من السهل الحصول عليه وبسعر اقل في معظم الاحيان، ومع حجم المنتج الجديد وسعره، ففي نهاية المطاف ربما تتشكل صورة اقل فخامة عن العلامة التجارية في اذهان المستهلكين، فهذا قد يؤثر ايجاباً أو سلباً على العلامة التجارية بالنظر إلى نوع العلامة التجارية وصناعاتها، وعلى سبيل المثال: متجر Walmart المعروف لدى الجميع بأسعاره صاحبة الثمن المنخفض وتوافرها، لذلك صورة المستهلك في هذه الحالة لن تتأثر سلبا عندما تتوسع العلامة التجارية في السوق ذو الثمن المنخفض، بينما إذا ما ارادت برادا البدء ببيع منتج ينتمي إلى السوق منخفض الثمن وبجودة اقل، فهذا الجانب من البضائع منخفض التكلفة يشكل صورة سلبية عن العلامة التجارية، وقد يسهم بإحداث ضرر على مكانة الشركة العالية وتميزها وأيضا فخامتها.
الا ان عند تقديم منتج ينتمي لعملية التوسع في السوق المنخفضة، فهذا قد يؤدي إلى اختيار المستهلكين للمنتج الاقل تكلفة والمقدم من العلامة التجارية نفسها عوضاً عن خيار شراء منتجات من خط الإنتاج باهض الثمن، فتقديم المنتج منخفض الثمن ربما يؤثر بنحو سلبي على مبيعات المنتجات الفاخرة والأكثر رقي، لذلك الاحتياج ومشاركة طبقات السوق وتعزيزها فهذا نافع لعملية التوسع في السوق منخفض الثمن، الا ان هذا النهج ربما يلحق ضررا على اجمالي ربح العلامة التجارية.

## التوسع في السوق باهض الثمن
قد ترغب الشركات بدخول السوق من القمة بهدف النمو وزيادة هامش الربح أو ربما ببساطة للتمركز كشركة مصنعة على نحو دائم، فبناء على ذلك، أنتجت العديد من الشركات إنتاجات مفاجئة تستهدف السوق الفخم، ومن امثل هذه الشركات: ستاربكس في مجال الاسم المنسوب لأب، هاجن داز في صنع المثلجات، إيفيان في المياه المعبأة، وأيضا تتصدر الشركات اليابانية بتقديم مركبات قيادة على مستوى فخم مثل: تويوتا وتوسعها إلى لكزس، نيسان إلى انفينيتي، وهوندا إلى اكيورا، وعلينا ان نلاحظ ابتكارهم لأسماء علامات تجارية مختلفة كليا عوضا عن استخدام اسماءهم الحالية.
ويمكن أن تستفيد العلامات التجارية التي تعمل على توسيع خطوط الإنتاج الخاصة بها بنجاح بالتركيز على النمو الحاصل في الطبقة المتوسطة في المجتمعات، بحيث انهم أصبحوا أكثر قدرة واستعدادًا لاستثمار أموالهم في المنتجات الفاخرة، ويمكن للعلامات التجارية ضبط الأسعار لتتوافق مع التوجهات الاقتصادية، ولضمان أن السلع الفاخرة لا تفقد الكثير من الطلب من مستهلكيها في شريحة السوق الأكثر شعبية.
والتوسع في السوق باهض الثمن يمكن ان يعود بالنفع على العلامة التجارية عبر توصيل إضافة المنتج الفاخر إلى اسم العلامة التجارية الحالي، فإضافة جودة عالية، ومنتجات اعلى سعرا ترفع من صورة العلامة التجارية وتخلق مظهراً جديداً في اوساط السوق الاستهلاكي من خلال توصيل صورة للمستهلكين بربط العلامة التجارية بمنتجات مميزة وراقية، فهذا يسهم بزيادة المبيعات والطلب عندما تصبح المنتجات الفاخرة أكثر شهرة وتفضيلا.
وفي جانب آخر، المنتجات ذات الثمن الزهيد قد تسهم بتنفير المستهلكين من العلامة التجارية المتخصصة بالتوسع في السوق باهض الثمن، والطريقة لمحاربة هذه المعضلة هي رفع مستوى جودة البضائع الراقية الخاصة بالعلامة التجارية، وبالطبع، استهداف جوانب مرغوبة في السوق تسهم ايما اسهام في تهيؤ المستهلكين لشراء منتجات ذات جودة اعلى.

## توسع في كلا الجانبين
قد تقرر الشركات التي تخدم في السوق المتوسطة التوسع في كلا الجانبين، وعلى سبيل المثال: قدمت شركة (Texas Instruments (TI أول الآلات الحاسبة لها بسعر متوسط وجودة متوسطة، وبالتدريج، أنتجت حاسبات في السوق منخفض الثمن بالتعاون شركة Bowmar، وانتجت أيضا حاسبات في السوق باهض الثمن لمنافسة شركة Hewlett-Packard، ويعد هذا مثالا ناجحا حاز على عديد الجوائز إلى ان أصبحت شركة Texas Instruments رائدة في مجال الحاسبات اليدوية.
الامثله تشمل
- زن LXI، زن VXI
- تصفح، تصفح اكسل، تصفح اكسل الأزرق
- روعة، روعة بلس
- كوكا كولا، دايت كوك، فانيلا كوك
- كلينيك كلير، كلينك بلس
- أكواب زبدة الفول السوداني من ريز، ريز بيسز وحبة ريز النفخة